# Ray Mears
Raymond Paul "Ray" Mears (né le 7 février 1964) est un aventurier britannique. Instructeur et auteur d'ouvrage traitant du bushcraft. Il a animé plusieurs émissions télévisées pédagogiques sur les techniques de survie dans les bois des climats tempérés ou dans d'autres milieux naturels tels que la forêt tropicale, le désert, la forêt boréale, les îles du pacifique ou le nord canadien.

## Biographie
Il tient une école au Royaume-Uni, qui propose divers stages d'immersion en pleine nature.

## Publications
- The Survival Handbook (1990)
- The Outdoor Survival Handbook (1992)
- Ray Mears' World of Survival (1997)
- Ray Mears' Bushcraft|Bushcraft (2002)
- Ray Mears' Essential Bushcraft (2003)
- The Real Heroes of Telemark: The True Story of the Secret Mission to Stop Hitler's Atomic Bomb (2003)
- Ray Mears' Bushcraft Survival (2005)
- Wild Food by Ray Mears & Professor Gordon Hillman (2007)
- Ray Mears Goes Walkabout (2008)
- Vanishing World - A Life of Bushcraft (2008)
- Northern Wilderness (2009)

## Télévision
- Wild Tracks (BBC, 1994)
- Tracks (BBC, 1994–97)
- World of Survival (BBC, 1997–98, 2 saisons de six épisodes)
- Country Tracks (BBC, 1998, 2002–03)
- The Essential Guide to Rocks (BBC Education, 1998)
- Extreme Survival (BBC, 1999–2002, 3 saisons de 6 épisodes)
- Adventure Special (BBC, 2001)
- Real Heroes of Telemark (BBC, 2003)
- Bushcraft (BBC, 2004–05, 2 saisons de 5 épisodes)
- Wild Food (BBC, 2007, 5 épisodes)
- Ray Mears Goes Walkabout (BBC, juin 2008, 4 épisodes)
- Northern Wilderness (BBC Two, Automne 2009, 6 épisodes)
- Survival with Ray Mears (ITV, Printemps 2010, 3 épisodes)
- Wild Britain with Ray Mears (ITV, Automne 2010, 6 épisodes)

### Source
- (en) Cet article est partiellement ou en totalité issu de l’article de Wikipédia en anglais intitulé « Ray Mears » (voir la liste des auteurs).
- (en) Ray Mears sur l'Internet Movie Database